# 파니 엘슬러

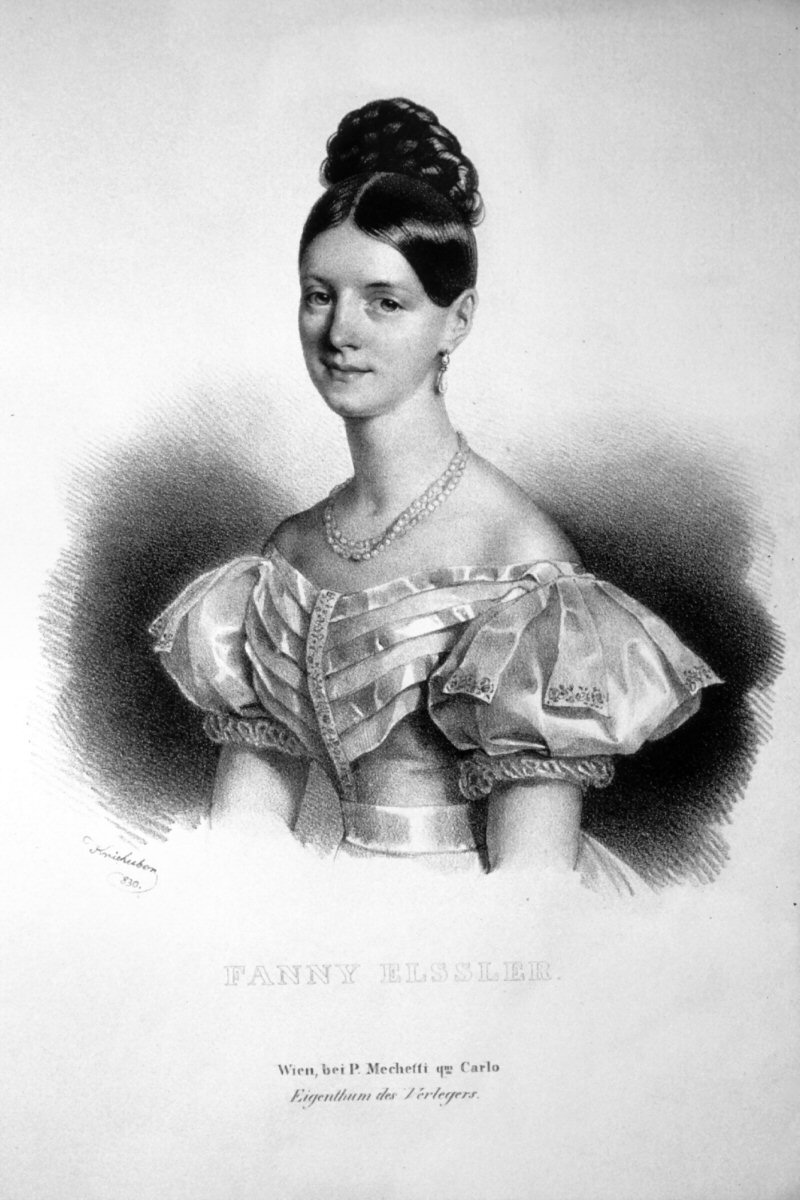

파니 엘슬러(Fanny Elssler, 본명: Franziska Elßler, 1810년 6월 23일 ~ 1884년 11월 27일)는 낭만주의 시대의 오스트리아 발레 무용수였다.

## 생애 및 경력
빈 근교 굼펜도르프에서 태어났다. 아버지 요한 플로리안 엘슬러는 니콜라우스 에스테르하지의 2대째 직원이었다. 요한과 그의 동생 요제프는 모두 카펠마이스터 요제프 하이든의 필경사로 고용되었다. 요한은 결국 하이든의 시종이 되었고 하이든을 시중들었으며 하이든이 죽을 때까지 시중들었다.
그녀는 어린 시절부터 발레를 위해 훈련받았고, 7살이 되기 전에 빈의 케른트너토르 극장에 출연했다. 그녀는 거의 항상 그녀보다 두 살 많은 여동생 테레제와 함께 춤을 췄다. 엘슬러가 아홉 살 때부터 자매는 장 피에르 오메르와 프리드리히 호르셸트에게 무용을 배웠고, 이탈리아 나폴리로 건너가 가에타노 조야에게 사사했다. 빈에서 몇 년간 함께 무용을 경험한 후, 자매는 1827년 나폴리로 갔다. 그곳에서 엘슬러는 양시칠리아 왕국의 페르디난도 1세 (양시칠리아)의 아들인 살레르노 공작 레오폴드와 불륜을 저질렀고, 그 결과 아들 프란츠가 태어났다.
엘슬러가 언니보다 더 큰 공헌을 한 나폴리에서의 성공은 1830년 베를린에서의 약혼으로 이어졌다. 이는 엘슬러의 아름다움과 춤 실력이 연이어 승리하는 시작이었다. 베를린과 비엔나에서 모든 사람의 마음을 사로잡고, 프리드리히 폰 겐츠에게 놀라운 열정을 불어넣은 후, 그녀는 런던을 방문했고, 조지와 해리엇 그로테로부터 많은 친절을 받았다. 그들은 어머니가 영국에 도착한 지 3개월 만에 태어난 그 어린 소녀를 사실상 입양했다.
1834년 9월, 엘슬러는 발레 뒤 테아트르 드 라 아카데미 왕립 음악원(Ballet du Théâtre de l'Académie Royale de Musique, 오늘날 파리 오페라 발레로 알려짐)에 출연했는데, 당시 그 무대에서 마리 탈리오니가 압도적인 우위를 점하고 있었기에 그녀는 이를 크게 우려하며 기대했다. 그러나 엘슬러와 탈리오니는 매우 다른 무용수였고, 오페라단 경영진은 이를 기회로 삼아 엘슬러를 고용하여 논란을 불러일으켰다. 탈리오니는 가벼운 도약과 점프로 대표되는 발롱(danseur ballonné)으로 알려졌다. 반면 엘슬러는 작고 빠른 스텝을 정확하게 구사하는 것으로 춤을 차별화했다. 엘슬러의 춤 유형은 "danse tacquetée"로 알려졌다. 그러나 그녀의 공연 결과는 엘슬러에게 또 다른 승리였고, 탈리오니의 일시적인 쇠퇴였다. 탈리오니는 두 사람 중 더 뛰어난 예술가였지만, 신인 탈리오니의 개인적인 매력에 당장은 맞설 수 없었다. 엘슬러가 모든 경쟁자를 압도한 것은 1836년 코랄리/지드 발레 <악마의 소년>(Le Diable boiteux)에 등장하는 스페인 무용 <카추차>를 선보이는 모습에서 두드러졌다. 엘슬러는 스페인 사람이 아니었지만, 그녀의 카추차는 열정과 관능적인 생명력으로 가득 차 있었다. 시인 테오필 고티에는 "기독교" 무용수인 탈리오니와 대조되는 그녀의 카추차 연기를 보고 그녀를 "이교도" 무용수라고 불렀다. 엘슬러와 카추차의 성공은 특정 민족적 색채를 지닌 더욱 안무된 발레 무용에 대한 광범위한 수요로 이어졌다. 이러한 유형의 무용은 큰 인기를 얻었고, 엘슬러는 폴란드 크라코비안(크라코비아크)과 이탈리아 타란텔라를 자신의 레퍼토리에 추가했다. 그녀의 이미지는 종종 분홍색 새틴과 검은색 레이스로 표현되었는데, 이는 살찐 관능적인 스페인 무용수로서의 그녀의 이미지와 대조를 이루었다. 이는 탈리오니가 흰색 옷을 입은 겸손한 실프처럼 묘사된 것과 극명한 대조를 이루었다. 엘슬러는 기교적인 재능뿐만 아니라 극적인 연기력도 뛰어났다. 라 실피드, 지젤, 라 에스메랄다를 포함한 위대한 낭만주의 발레 작품들을 통해 그녀는 이전 작품들의 고양된 면모를 더욱 생생하게 묘사했다. 이러한 활약으로 엘슬러는 낭만주의 발레 시대 가장 재능 있고 주목할 만한 발레리나 중 한 명으로 자리매김했다.
1840년, 그녀는 헨리 위코프가 주선한 투어에 참여하기 위해 언니와 함께 뉴욕으로 향했고, 2년간의 꾸준한 성공 이후 유럽으로 돌아왔다. 뉴욕에 머무는 동안 엘슬러는 미국 대통령 마틴 밴 뷰런의 아들인 존 밴 뷰런과 함께 저녁 식사를 하고 그의 호위를 받았다. 워싱턴 D.C.에서는 의회가 문을 닫았기 때문에 엘슬러의 공연을 놓칠 사람은 아무도 없었다. 릴리언 무어는 엘슬러를 "미국에서 이 역할을 맡은 가장 뛰어난 실피드"로 평가했으며, 마지막 장면은 많은 관객을 눈물 흘리게 했다. 뉴올리언스의 세인트 찰스 극장에서 엘슬러는 매일 밤 1,000달러를 받는 조건으로 2주 동안 공연 계약을 맺었다. 전국의 팬들은 그녀의 공연을 관람했을 뿐만 아니라 엘슬러 브랜드 샴페인, 빵, 시가 등 다양한 상품을 구매하며 "엘슬러마니아"를 경험했다. 팬들은 그녀를 열광적으로 환영했지만, 그녀의 재능이 그런 과도한 유명인 숭배를 정당화할 만한 것인지에 대해서는 논쟁을 벌였다.
엘슬러는 이후 5년 동안 독일, 오스트리아, 프랑스, 영국, 러시아에서 공연했다. 1845년, 그녀는 라이벌 마리 탈리오니, 카를로타 그리시, 파니 세리토와 함께 런던에서 쥘 페로의 '파 드 콰트르'에 출연하도록 초대받았지만, 거절했다. 같은 해, 막대한 재산을 모은 그녀는 무대에서 은퇴하고 함부르크 근처에 정착했다. 몇 년 후, 그녀의 여동생 테레사는 프로이센의 아달베르트 공과 귀천상혼을 하여 바르님 남작부인이라는 작위를 받았다. 테레사는 1873년에 미망인이 되었고, 1878년 11월 19일에 사망했다. 파니 엘슬러는 1884년 11월 27일 빈에서 사망했다.
1937년 독일 영화 <파니 엘슬러>에서 릴리언 하비가 그녀를 연기했다. 리아 마라는 이전에 1920년 무성 영화 <파니 엘슬러>에서 그녀를 연기한 적이 있다.